# Llista de Creus de Sant Jordi/1999

#### Persones
Informació actualitzada per un bot. Els canvis manuals es perdran quan s'actualitzi!
| Persona                         | Wikidata  | Descripció                                       | Ocupació                                                                                        | Imatge |
| ------------------------------- | --------- | ------------------------------------------------ | ----------------------------------------------------------------------------------------------- | ------ |
| Rafael Alberti Merello          | Q118936   | poeta espanyol                                   | poeta dramaturg il·lustrador polític escriptor actor pintor                                     |        |
| Rafael Moneo                    | Q311692   | arquitecte espanyol                              | arquitecte                                                                                      |        |
| Antonio Colinas                 | Q322428   | Poeta i escriptor espanyol                       | periodista escriptor traductor poeta                                                            |        |
| Raimon Panikkar i Alemany       | Q457950   | filòsof català                                   | filòsof teòleg escriptor professor d'universitat sacerdot catòlic                               |        |
| Antonio Gades                   | Q561048   | Ballarí i coreògraf valencià                     | ballarí coreògraf guionista mestre de dansa ballarí de ballet actor realitzador                 |        |
| Xavier Rubert de Ventós         | Q840587   | filòsof, assagista i polític català              | polític filòsof escriptor professor d'universitat esteticista                                   |        |
| Carles Santos Ventura           | Q1041656  | músic valencià                                   | fuster poeta compositor director de cinema pianista actor artista d'instal·lacions videoartista |        |
| Vicenç Ferrer i Moncho          | Q2720160  | missioner i filantrop català                     | missioner filantrop empresari                                                                   |        |
| Pere Portabella i Ràfols        | Q2744679  | director, guionista i productor de cinema català | productor de cinema director de cinema polític escriptor guionista                              |        |
| Joan Guinjoan Gispert           | Q3038778  | compositor català                                | compositor pianista                                                                             |        |
| Francesc Rovira Beleta          | Q3081948  | director de cinema català                        | guionista director de cinema productor de cinema                                                |        |
| Isabel-Clara Simó i Monllor     | Q3090588  | escriptora, periodista i política valenciana     | periodista escriptor                                                                            |        |
| John Elliott                    | Q4895274  | historiador britànic (1930–2022)                 | historiador professor d'universitat hispanista                                                  |        |
| Joaquim Barraquer i Moner       | Q5931745  | Oftalmòleg català                                | professor d'universitat oftalmòleg metge                                                        |        |
| Josep Joan Pintó i Ruiz         | Q5940869  |                                                  | jurista advocat degà escriptor                                                                  |        |
| Antònia Vicens i Picornell      | Q8201990  | escriptora mallorquina                           | novel·lista escriptor de literatura infantil                                                    |        |
| Estanislau Torres i Mestres     | Q8843116  | escriptor espanyol                               | escriptor                                                                                       |        |
| Joaquim Molas i Batllori        | Q9012158  | escriptor, historiador i professor català        | professor d'universitat historiador de la literatura escriptor filòleg crític literari          |        |
| Martí Boada i Juncà             | Q9029736  | ambientalista i geògraf català                   | geògraf professor escriptor presentador de televisió                                            |        |
| Leopold Pomés i Campello        | Q11048636 | fotògraf català                                  | fotògraf traductor                                                                              |        |
| Mercè Bruquetas i Lloveras      | Q11692111 | actriu catalana                                  | actor                                                                                           |        |
| Montserrat Vayreda i Trullol    | Q11693579 |                                                  | escriptor poeta                                                                                 |        |
| Bernat Lesfargues               | Q11909161 | traductor                                        | traductor escriptor poeta professor impressor                                                   |        |
| Climent Forner i Escobet        | Q11914122 | sacerdot i poeta                                 | poeta escriptor                                                                                 |        |
| Jill R. Webster                 | Q11927554 | historiadora canadenca                           | lingüista activista cultural                                                                    |        |
| Johannes Hösle                  | Q11928221 | Traductor i lingüista alemany                    | traductor lingüista autor professor d'universitat romanista                                     |        |
| Jordi Llimona i Barret          | Q11928317 |                                                  | frare                                                                                           |        |
| Jordi Pàmias i Grau             | Q11928353 | poeta català                                     | poeta escriptor professor d'universitat assagista                                               |        |
| Josefina Matamoros              | Q11928409 | historiadora de l'art nord-catalana              | historiador                                                                                     |        |
| Maria Teresa Barata i Gual      | Q11935485 |                                                  | pedagog editor                                                                                  |        |
| Màrius Sampere i Passarell      | Q11938194 | poeta català                                     | poeta escriptor                                                                                 |        |
| Pere Miró i Plans               | Q11941013 |                                                  | farmacèutic químic                                                                              |        |
| Anna Ricci i Giraudo            | Q15401768 | cantant espanyola                                | cantant                                                                                         |        |
| Antoni Vila i Casas             | Q15623882 | empresari català                                 | empresari mecenes                                                                               |        |
| Rafael Caria                    | Q16187452 | poeta alguerès                                   | poeta filòleg                                                                                   |        |
| Josep Altet i Font              | Q17028587 |                                                  | activista cultural                                                                              |        |
| Josep Lluís Ortega i Monasterio | Q17300710 | compositor català d'origen càntabre              | compositor militar compositor                                                                   |        |
| Antoni Subias i Fages           | Q19289068 | metge català                                     | metge                                                                                           |        |
| Leopold Rodés i Castañé         | Q21057414 | empresari, advocat i mecenes cultural català     | empresari advocat                                                                               |        |

#### Entitats
Informació actualitzada per un bot. Els canvis manuals es perdran quan s'actualitzi!
| Entitat                                                                                     | Wikidata  | Descripció                                                                                         | Imatge |
| ------------------------------------------------------------------------------------------- | --------- | -------------------------------------------------------------------------------------------------- | ------ |
| Institució Catalana d'Història Natural                                                      | Q1843224  | entitat cultural fundada el 1899. Des del 1915 filial de l'Institut d'Estudis Catalans             |        |
| Reial Club de Tennis Barcelona                                                              | Q3781022  | club de tennis a Barcelona                                                                         |        |
| Agrupació de Supervivents de la Lleva del Biberó-41                                         | Q11904340 | |        |
| Coordinadora de Tallers per a Minusvàlids Psíquics de Catalunya                             | Q11915505 | |        |
| Federació Catalana de Patinatge                                                             | Q11921653 | federació esportiva catalana                                                                       |        |
| Federació d'Associacions de Gent Gran de Catalunya                                          | Q11921683 | entitat sense ànim de lucre                                                                        |        |
| Lliga Espiritual de la Mare de Déu de Montserrat                                            | Q11932330 | |        |
| Revista Econòmica de Catalunya                                                              | Q11945429 | |        |
| Associació de Paràlisi Cerebral                                                             | Q16171958 | fundació                                                                                           |        |
| Col·legi Oficial de Doctors i Llicenciats en Filosofia i Lletres i en Ciències de Catalunya | Q16191009 | corporació de dret públic que agrupa els llicenciats en filosofia i lletres i ciències a Catalunya |        |
| Fundació Esclerosi Múltiple                                                                 | Q17605242 | |        |